# Matériel roulant des TB
Liste du matériel roulant des Tramways bruxellois (TB).

## Trolleybus
Longueur : A - articulé ; Md - midibus ; Mn - minibus ; S - standard.
| Illustration | Modèle / type | Long- ueur | Nombre    | Numéros   | En service               | Hors service             | Remarques |
| ------------ | ------------- | ---------- | --------- | --------- | ------------------------ | ------------------------ | --------- |
|              | Type 6000     | Md         | 7         | 6001-6007 | 1939                     | 1954 reprise par la STIB |           |
| 17           | Type 6000     | Md         | 6008-6024 | 1939-1945 | 1954 reprise par la STIB | Et deux châssis.         |           |